# Bàn chải tóc

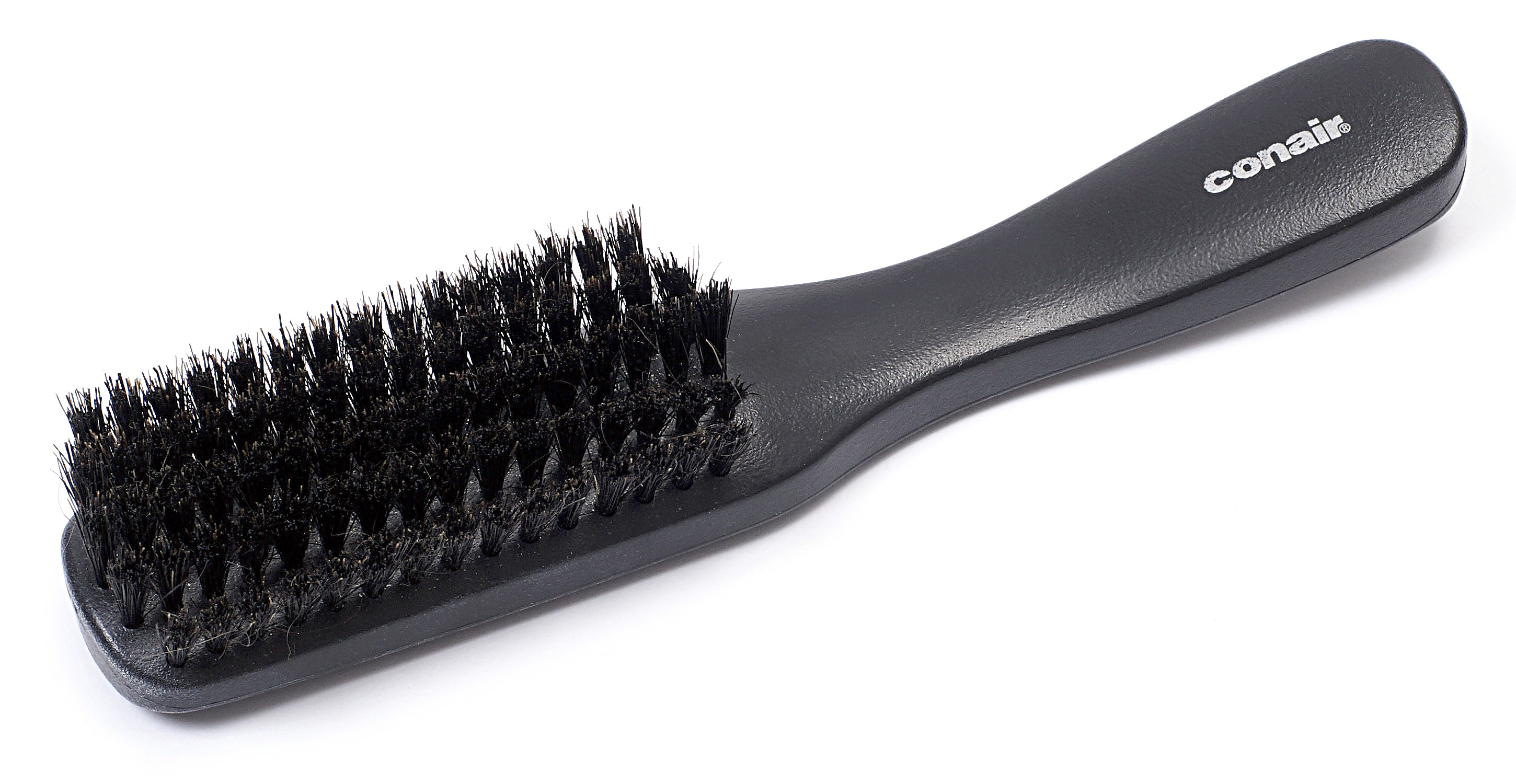
Một bàn chải tóc.

Bàn chải tóc là một loại bàn chải có lông cứng hoặc mềm dùng cho việc chăm sóc tóc như làm bằng, tạo dáng và gỡ rối cho tóc. Cũng có những loại bàn chải tương tự dùng để chải lông động vật.

## Lịch sử

### Tại Hoa Kỳ
Bằng sáng chế sớm nhất cho một chiếc bàn chải tóc được cấp cho Hugh Rock vào năm 1854. Bằng sáng chế cho loại bàn chải có răng dẻo và lông có nguồn gốc tự nhiên được cấp cho Samuel M. Firey vào năm 1870.

## Ứng dụng cho người
Nhìn chung thì bàn chải tóc thường được dùng cho những mái tóc dài còn lược được dùng cho tóc ngắn hơn, tuy nhiên chúng có thể được dùng lẫn lộn cho cả hai trường hợp. Loại bàn chải tóc phằng thường được dùng để gỡ rối cho tóc - nhất là sau khi tắm hay mới ngủ dậy; còn loại bàn chải hình trụ tròn được dùng để tạo mẫu tóc và uốn tóc - nhất là chúng thường được dùng bởi một thợ làm tóc chuyên nghiệp kèm với một máy sấy tóc. Loại bàn chải hình mái chèo thì lại được dùng trong công việc duỗi tóc, làm phẳng những mái tóc dài và xử lý những chỗ tóc xõa ra. Bàn chải tóc cũng được dùng để gỡ những sợi tóc rụng còn kẹt trong mái tóc, và làm tăng sự tuần hoàn máu ở phần da đầu.

## Ứng dụng cho động vật
Đã có những loại bàn chải đặc biệt được thiết kế để chải lông cho chó mèo. Đối với những phần lông cứng hơn của ngựa, người ta dùng loại lược chải ngựa.

## Các loại bàn chải tóc

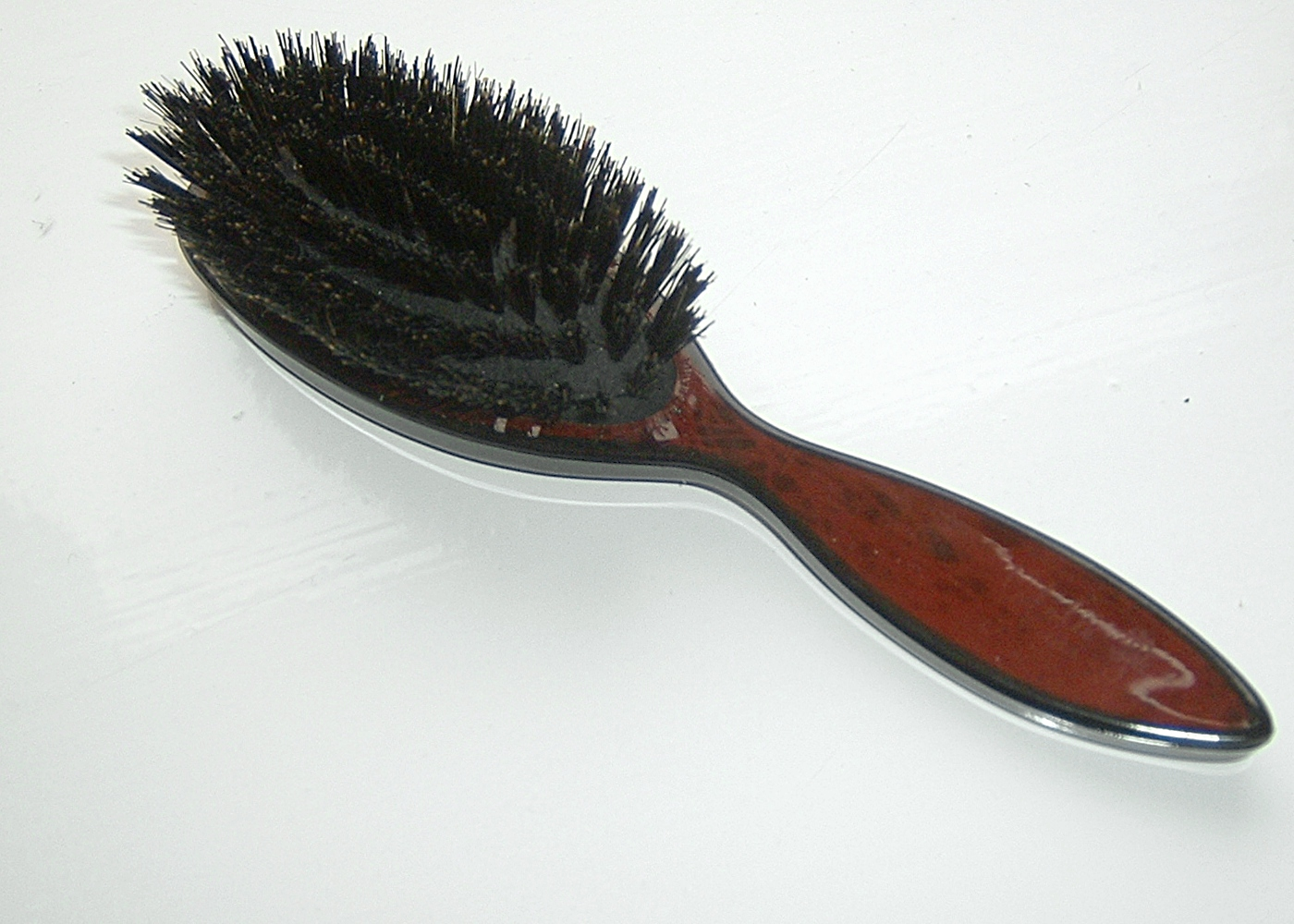
Một chiếc bàn chải tóc hình bầu dục có lông bàn chải làm từ lông lợn lòi đực, dùng để xử lý những phần tóc rối.

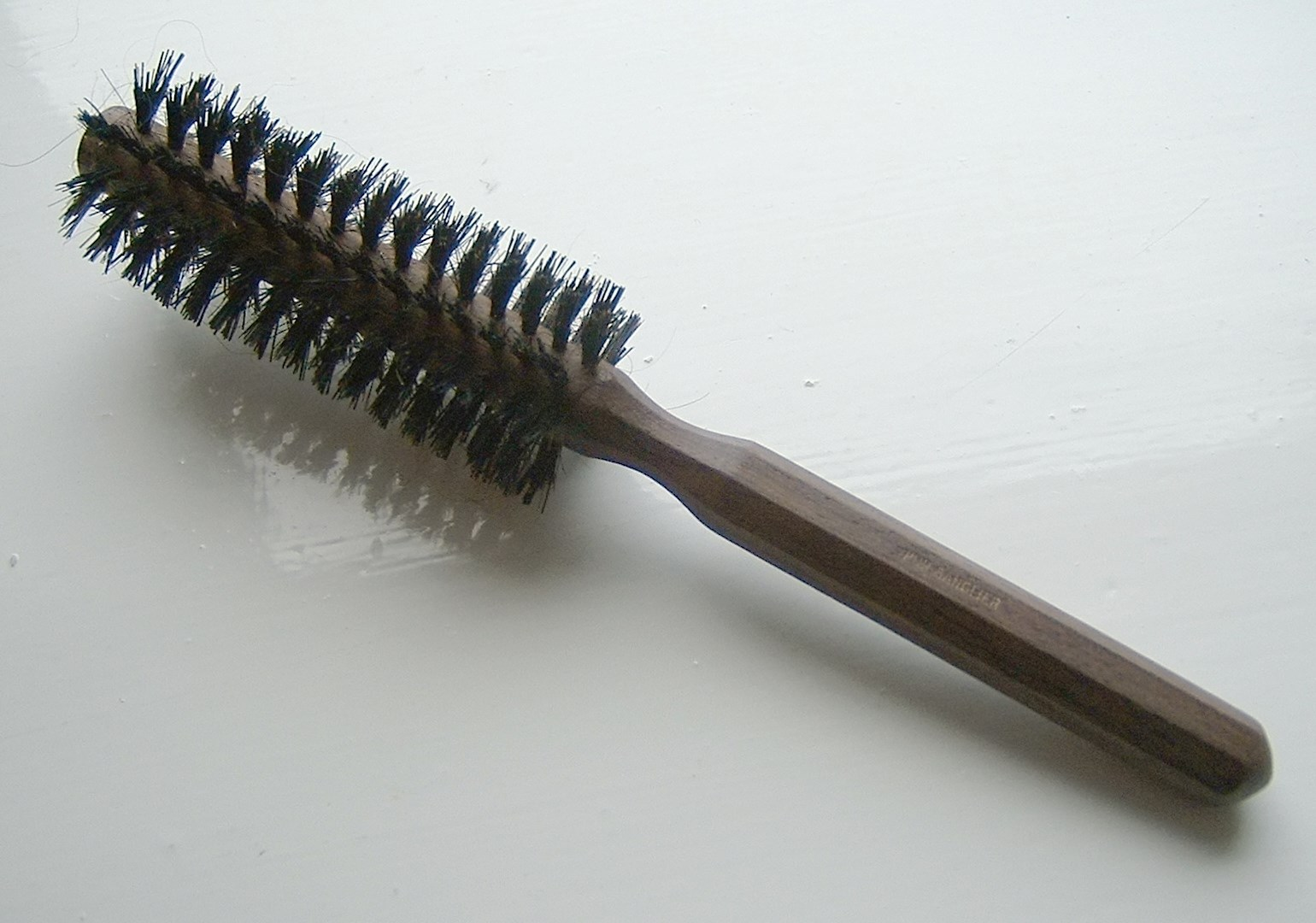
Một bàn chải tóc hình trụ tròn, được dùng kèm với máy sấy tóc nhằm tạo dáng cho những mái tóc có chiều dài trung bình.

Nhiều loại bàn chải tóc đã được chế tạo để có những công năng, tác dụng khác nhau:
- Bàn chải hình bầu dục – dùng để làm thẳng những mái tóc ít rối và cho chúng có một vẻ ngoài "chuyên nghiệp" hơn.
- Bàn chải hình mái chèo – dùng cho những mái tóc rối nhiều và khó chải.
- Bàn chải hình trụ tròn – dùng cho những mái tóc ít rối, có tác dụng uốn quăn tóc ở phần đầu ngọn tóc.
- Lược – chủ yếu dùng cho tóc ngắn. Ngoài chức năng chải tóc lược có thể được dùng để trang trí cho mái tóc.

### Các loại vật liệu thông dụng dùng để chế tạo bàn chải tóc
- Cán bàn chải
  - Gỗ mun, Gỗ hồng sắc, Gỗ hồng sắc New Guinea, Gỗ sồi, Chất dẻo ABS, polyacetal
- Lông bàn chải
  - Lông lợn lòi, Lông ngựa, Ni lông, Thép không rỉ